# 14105 Nakadai
14105 Nakadai eller 1997 TS17 är en asteroid i huvudbältet som upptäcktes den 6 oktober 1997 av de båda japanska astronomerna Kazuro Watanabe och Kin Endate vid Kitami-observatoriet. Den är uppkallad efter skådespelaren Tatsuya Nakadai.
Asteroiden har en diameter på ungefär 9 kilometer och den tillhör asteroidgruppen Eos.